# Domenico Oliva
Domenico Oliva (Torí, 1 de juny de 1860 - Gènova, 28 d'abril de 1917) va ser un periodista, polític i crític literari italià. Va militar en el moviment nacionalista i va crear amb altres el setmanari L'idea liberale. Va col·laborar en la confecció del llibret de Manon Lescaut de Puccini. Va col·laborar amb els diaris Corriere della Sera i Giornale d'Italia.